# Jean-Pierre Goudeau
Pour les articles homonymes, voir Goudeau.
Jean-Pierre Goudeau, né le 25 février 1933 à Paris et mort le 18 juillet 2024 à Boulogne-Billancourt, est un athlète français spécialiste du 200 m et du 400 mètres.

## Carrière
Lors des Championnats d'Europe 1954 de Berne, il remporte la médaille d'or du relais 4 × 400 m aux côtés de Jacques Degats, Jean-Paul Martin du Gard et Pierre Haarhoff. L'équipe de France établit un nouveau record national en 3 min 8 s 7 et devance finalement la République fédérale d'Allemagne et la Finlande. 
Il se classe sixième du 4 × 400 m lors des Jeux olympiques de 1952 et échoue en qualification lors de l'édition suivante, en 1956.
Licencié au Paris Université Club, il a été champion de France du 200 m en 1951 et du 400 m en 1955. Il a détenu le record de France de la discipline en 1954 avec 47 s 5.
Il a été 26 fois sélectionné en équipe de France. 
Jean-Pierre Goudeau meurt le 18 juillet 2024 à Boulogne-Billancourt à l'âge de 91 ans.

## Palmarès
| Date | Compétition           | Lieu     | Place | Épreuve   |
| ---- | --------------------- | -------- | ----- | --------- |
| 1952 | Jeux olympiques       | Helsinki | 6e    | 4 × 400 m |
| 1954 | Championnats d'Europe | Berne    | 1er   | 4 × 400 m |
| 1959 | Jeux méditerranéens   | Beyrouth | 2e    | 4 × 400 m |

- Champion de France du 200 m en 1951 et du 400 m en 1955.

## Records personnels
- 200 m : 21 s 9 (1952)
- 400 m : 47 s 5 (1954)